# Agrypnus senilis
Agrypnus senilis là một loài bọ cánh cứng trong họ Elateridae. Loài này được Peringuey miêu tả khoa học năm 1892.